# 1981年香港
|        | 香港歷史 \| 香港歷史年表                                                                                                   |
| 世紀： | 19世紀香港 \| 20世紀香港 \| 21世紀香港                                                                                     |
| 年代： | 1950年代香港 \| 1960年代香港 \| 1970年代香港 \| 1980年代香港 \| 1990年代香港 \| 2000年代香港 \| 2010年代香港               |
| 年份： | 1977年香港 \| 1978年香港 \| 1979年香港 \| 1980年香港 \| 1981年香港 \| 1982年香港 \| 1983年香港 \| 1984年香港 \| 1985年香港 |
| 紀年： | 辛酉年（鸡年）、香港開埠140周年、香港重光36周年                                                                            |

## 政府

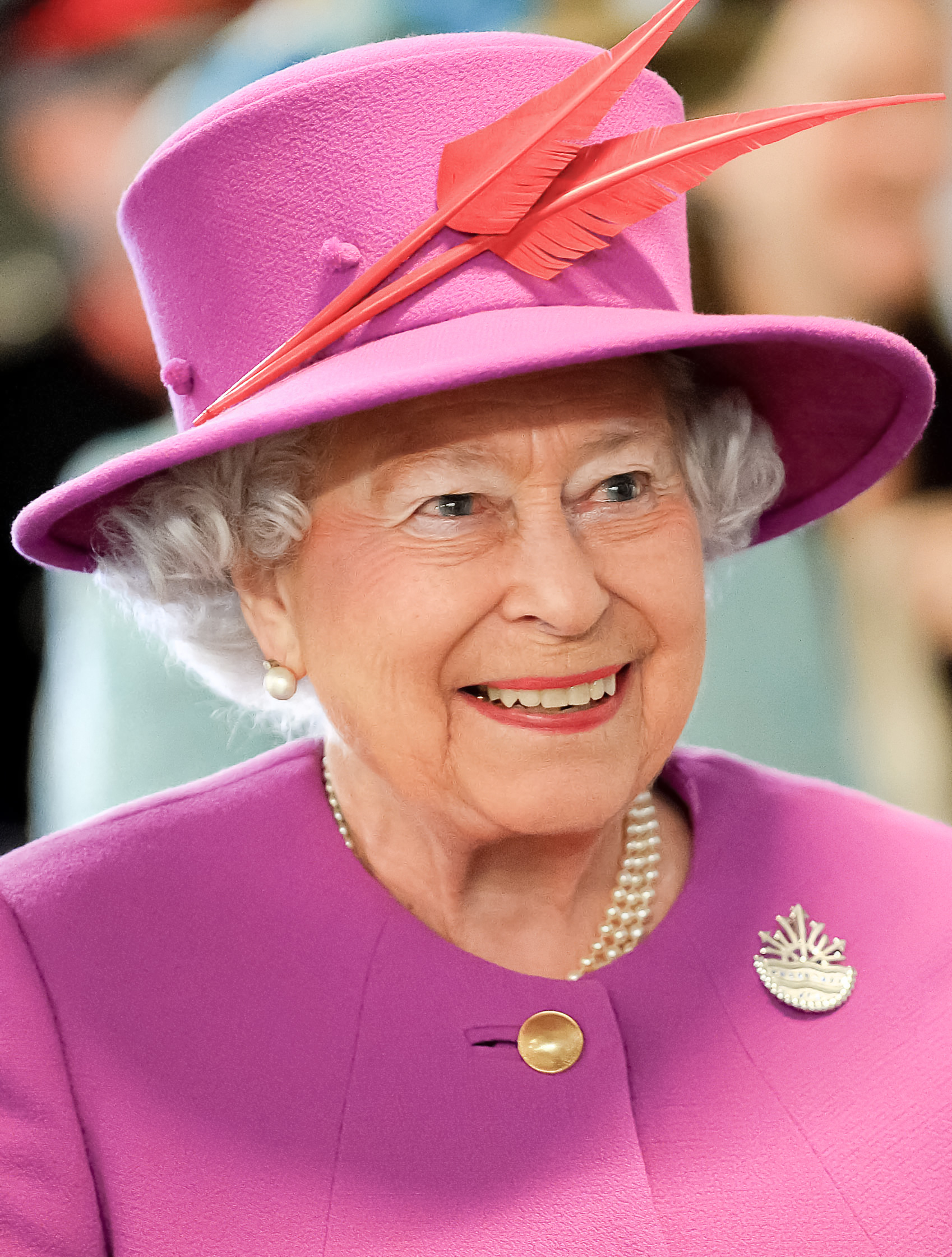
英国君主：伊丽莎白二世

## 大事記
- 香港因應代議政制發展，政府依據人口分布重新分區，以便每區人口相若。於是把原來西區摩星嶺道以南及原來東區的赤柱及石澳合併，組成南區，而剩餘的西區則與中區合併為中西區。

### 1月
- 1月11日，
  - 3名持刀及槍桿匪搶劫尖沙咀海防大廈一間玉器公司。
  - 晚上，3名持斧及槍桿匪搶劫北角英皇道德祥珠寶金行。[1]
- 1月20日，北角精工髮品廠發生三級火，釀成11死19傷。
- 1月28日，慈雲山東陽村木屋少女被殺案。

### 2月
- 2月2日，城門水塘木屋劫殺案。
- 2月13日，廟街小販因劃位問題，與市政事務署人員發生衝突，小販以鐵枝、木棍對抗，共7人受傷，另有8名小販涉嫌行為不檢被捕[2]。
- 2月21日，尖沙咀海運大廈商場發生爆炸，23人受傷。
- 2月22日，一輛行走12線的AEC Regent五型（A52，車牌號碼AD4844）駛至上海街近長沙街巴士站時，突然失控撞向附近大廈石柱，一名在該大廈擺檔的織補師傅被塌下石屎壓死，車上亦有9名乘客受傷。
- 2月27日，大磡窩村發生五級大火，燃燒持續八小時，至凌晨才完全被救熄，3人受傷。

### 3月
- 3月16日，上午，一輛行走穗禾苑至火炭的84線丹拿F型雙層巴士（D586，車牌AR7521）在穗禾路近豐利工業中心下斜坡時失控，撞向路壆後全車向左側翻，37名乘客受傷。
- 3月21日，2名兇徒在尖沙咀和平館越南餐廳連環槍轟斃特警探長李釗榮及其朋友范思宗[3][4]。
- 3月24日，4名持手槍匪徒搶劫佐敦道東盛老金鋪，與警發生槍戰[5]。
- 3月31日，中環蜆殼石油公司辦事處發生爆炸案。

### 4月
- 東區走廊首期動工興建。
- 4月9日，中環皇后大道中地陷。

- 4月24日，九廣鐵路舊筆架山隧道關閉。

### 6月
- 6月17日，打鼓嶺坪洋新村肢解女童案。

### 7月
- 7月2日，樟樹灘布袋雙屍案。
- 7月13日，屯門友愛邨有居民發現邨內每個單位的牆上出現神秘符號，其後更先後發生多宗爆竊案。到7月13日晚上8時，居民發現7名形跡可疑的青年後便隨即通知警方，要求警方拘捕。警方在查問後認為他們身上沒有攻擊性武器，亦能出示身份證明文件，所以釋放青年。不過此舉引起邨民認為警方處理手法不當，其後發生警民衝突。事件擾攘到大約凌晨3時，友愛邨和安定邨的居民仍然不肯離去，而且越來越多人聚集。到7月14日早上8時，仍然有很多居民在派出所門外聚集，居民代表和警方及房屋署人員開會，商討改善屋邨治安和鐵閘問題。
警方人員在早上將另外五個青年帶返警署調查。警方發言人表示，由於沒有足夠證據證明該7個青年與記號或爆竊案有關，查問後全部釋放。[6]

- 7月15日晚上，逾千名友愛邨居民，持刀、棒追捕6名可疑男女，包圍並攻擊愛德樓一已上鎖的垃圾房，群情洶湧。警方派出6部巡邏車、50名軍裝及大批便衣警察到場鎮壓，警員地氈式搜索至7月16日凌晨2時無果而結束。[7]

### 8月
- 8月9日，五名匪徒打劫尖沙咀恒昌錶行，其後爆發警匪槍戰，警匪雙方共開40槍，一名巴基斯坦裔輔警殉職。
- 8月17日，西貢大浪咀白泥頭發生巨浪捲走觀浪者慘劇，7名童軍在海邊嬉戲期間被捲出海，釀成3死4傷。[8]
- 8月19日，
  - 兩架滿載船廠工人旅遊巴於青衣青衣路相撞，2死60傷。[9]
  - 北角蜆殼油庫土製炸彈爆炸，隔鄰屈臣氏大廈多層窗戶玻璃破爛。[10]
- 8月23日，屯門公路深井迴旋處發生爆炸案，一架救護車與一輛雙層巴士相撞，救護車上的氧氣樽發生爆炸，隨即著火焚燒，事件中有4人喪生。
- 8月23日，下午六時，秀茂坪安樂村木屋區五級火，燒屋千間災民六千五百人（3傷）

### 9月
- 9月7日，六名匪徒搶劫愛民邨愛民商場，警匪駁槍數十下，1名匪徒死亡，5名被捕。[11]

### 10月
- 10月8日，香港實施一級制水，26日升為二級，樂安排海水化淡廠重開。
- 10月26日，西環荷蘭街建益大廈七樓K座雙屍案。
- 10月28日，深水埗銀禧難民營越南難民營發生騷亂，4人受傷。
- 10月30日，藍田半山木屋區發生四級大火，2條村共170間屋被燬。[12]
- 10月31日，鴨脷洲發電廠發生工業意外，3名工人被電纜擊中，1死2傷。[13]

### 11月
- 11月6日，廣隆泰工業大廈五級火[14][15]（2傷，同一大廈再次發生）
- 11月11日，油麻地渡船街殺子案。
- 11月17日，將軍澳道竹林新村四級大火[16]
- 11月21日，藍田木屋區五級火，4870人無家可歸[17]（6傷）。
- 11月22日，警員鄭東昇被埋屍元朗白沙村農場的山坡上，佩槍失去。
- 11月24日，何文田發生巴士翻落山坡意外，66人受傷。
- 11月30日，一名10歲女童被殺，棄屍九華徑鐘山台山腰，後菲籍女兇手帶同兒子在銅鑼灣高士威道灣景樓天台跳樓自殺死。案情極其複雜。

### 12月
- 12月3日，油塘長龍田村木屋區發生四級火，燬屋數百間，11人受傷。[18]
- 12月6日，北角港燈宿舍高空擲物命案。
- 12月8日，藍田木屋區發生三級大火，燬屋250間。[19]
- 12月11日，金山郊野公園焦屍案。[20]
- 12月17日， 1名由內地偷渡來港產子婦女馬繪華，誕下女兒後被遣返中國。[21]
- 12月20日，
  - 鴨脷洲邨第二期建築工地發現1名男屍。[22]
  - 芝麻灣越南難民營發生騷動事件，30名監獄署職員及3名難民受傷。[22]
- 12月25日，中環發生一宗交通意外，一名路人被撞到。由於司機未能及時停車而釀成意外，引起了目擊群眾的不滿。在一些青年推波助瀾之下，最終演變成為圣诞騷亂。事件中有11人受傷，以及有7輛汽車被破壞。警方派出機動部隊驅散人群，其中有18人被拘捕。

### 節慶
下列節慶，如無註明，均是香港的公眾假期，同時亦是法定假日（俗稱勞工假期）。有 # 號者，不是公眾假期或法定假日（除非適逢星期日或其它假期），但在商業炒作下，市面上有一定節慶氣氛，傳媒亦對其活動有所報導。詳情可參看香港節日與公眾假期。
- 1月1日（星期四）：元旦
- 2月5日（星期四）：農曆年初一
- 2月6日（星期五）：農曆年初二
- 2月7日（星期六）：農曆年初三
- 4月4日（星期六）：兒童節 #
- 4月5日（星期日）：清明節
- 4月6日（星期一）：清明節翌日（補4月5日）
- 4月17日（星期五）：耶穌受難節（是公眾假期，但不是法定假日）
- 4月18日（星期六）：耶穌受難節翌日（是公眾假期，但不是法定假日）
- 4月20日（星期一）：復活節星期一（是公眾假期，但不是法定假日）
- 4月27日（星期一）：英女皇壽辰（是公眾假期，但不是法定假日）
- 6月6日（星期六）：端午節
- 7月1日（星期三）：7月份第一個周日（是公眾假期，但不是法定假日）
- 7月29日（星期三）：英國王儲查理斯王子與戴安娜婚禮（是公眾假期，但不是法定假日）
- 8月3日（星期一）：8月份第一個星期一（是公眾假期，但不是法定假日）
- 8月31日（星期一）：8月份最後一個星期一為重光紀念日（是公眾假期，但不是法定假日）
- 9月12日（星期六）：中秋節 #
- 9月14日（星期一）：中秋節後第二日（補9月13日）
- 10月6日（星期二）：重陽節
- 10月31日（星期六）：萬聖夜 #
- 12月22日（星期二）：冬至（是法定假日，但不是公眾假期，根據法定假日放假的機構，或會聖誕節放假，冬至不放假。部份機構或會提早下班）
- 12月24日（星期四）：平安夜#（不是公眾假期或法定假日，但部份機構或會提早下班或放假一天）
- 12月25日（星期五）：聖誕節（根據法定假日放假的機構，或會冬至放假，聖誕節不放假）
- 12月26日（星期六）：聖誕節後第一個周日（是公眾假期，但不是法定假日）
- 12月31日（星期四）：公曆除夕# （不是公眾假期或法定假日，但部份機構或會提早下班或放假一天）

## 出生人物
- 1月1日：杜宇航，香港男演員
- 1月21日：鍾欣潼，香港女歌手
- 2月1日：張敬軒，香港男歌手
- 4月4日：柳俊江，已故香港傳媒人、演員
- 8月11日：薛凱琪，香港女歌手
- 8月27日：陳自瑤，香港女演員

## 外部連結
- 《八一年回顧》（页面存档备份，存于），無綫電視，1982年1月3日
- 《特別新聞報告》（页面存档备份，存于），無綫電視，1981年11月7日0時許
- 《突發新聞》（页面存档备份，存于），亞洲電視，1981年11月6日約19:20